# Antocha dilatata
Antocha dilatata är en tvåvingeart som beskrevs av Alexander 1924. Antocha dilatata ingår i släktet Antocha och familjen småharkrankar. Inga underarter finns listade i Catalogue of Life.